# Manfredo Massironi
Manfredo Massironi (Padova, 8 giugno 1937 – Padova, 30 novembre 2011) è stato un artista e architetto italiano.

## Biografia
Dopo la maturità magistrale, si diploma all'istituto d'arte e successivamente frequenta il corso di disegno industriale dell'istituto universitario di architettura di Venezia.
Nel 1959 è tra i fondatori del Gruppo Ennea, associazione culturale composta da nove membri (per la maggior parte studenti della facoltà di architettura di Venezia): Tino Bertoldo, Alberto Biasi, Tolo Custoza, Sara Ivanoff, Bruno Limena, Milla Muffato, Gianfilippo Pecchini, Gaetano Pesce e lo stesso Massironi. Nello stesso anno partecipa al premio San Fedele di Milano con un'opera costituita di superfici contrapposte ortogonalmente in cartone ondulato che scatena una aspra polemica tra artisti e critici riguardante l'ammissibilità della stessa al concorso. Mentre l'artista Lucio Fontana e il critico Giulio Carlo Argan intervengono in difesa di Massironi, il presidente della giuria Stefano Cairola rassegna le dimissioni. 
Alla fine del 1960 il Gruppo Ennea viene ribattezzato Gruppo N ed i membri si riducono a cinque (Massironi, Alberto Biasi, Ennio Chiggio, Toni Costa ed Edoardo Landi). Il gruppo si oppone alla figura dell'artista - demiurgo (considerato retaggio della critica idealista e spiritualista) e spesso i membri svolgono lavoro in collettivo. I componenti del gruppo si autodefiniscono "operatori visivi" e indagano scientificamente il mondo della percezione, riferendo le proprie ricerche ai teorici della Gestaltpsychologie (psicologia della forma); soggetto attivo dell'arte è considerato il fruitore, non più contemplante, ma attore del fare artistico tanto quanto i progettisti dell'opera. Chi operava con la comunicazione visiva non è considerato molto diverso da tutti coloro che agivano all'interno del ciclo produttivo delle merci: lavoro intellettuale e lavoro manuale erano considerati di pari dignità, essendo il lavoro degli intellettuali quello di operai della conoscenza. 
Nel frattempo Massironi e Biasi entrano in relazione con gli esponenti dell'avanguardia milanese Enrico Castellani e Piero Manzoni, che mettono a disposizione del Gruppo N la galleria Azimuth. Maturano contatti anche con Enzo Mari, Bruno Munari e il Gruppo T. Nel 1960 Massironi partecipa alla prima mostra allestita a Padova dal Gruppo N dal titolo "Mostra chiusa. Nessuno è invitato a intervenire" che invita in maniera provocatoria i visitatori a non assistervi, a cui segue nel 1961 la "Mostra del pane". Le due mostre furono caratterizzate da una volontà di provocazione radicale intesa a mettere in discussione l’opera d’arte e la figura dell’artista, consacrati all'ideale del bello, ad un consumo elitario e alla mercificazione.
Non estranei al mito dell'arte totale, con il loro manifesto del 1961 (XII premio Lissone), i componenti del Gruppo N si dichiarano disegnatori sperimentali, "al di fuori di ogni tendenza artistica", per la ricerca di una nuova definizione dell'arte, nella consapevolezza che "non possono esistere separazioni fra architettura, pittura, scultura e prodotto industriale". Molte opere sono prodotte e firmate collettivamente, in coerenza con l'idea, che nella contemporaneità, la produzione materiale e intellettuale è sempre e solo un prodotto di un processo a più soggetti.
Nel 1962 partecipa con il Gruppo N ed il Gruppo T all'esposizione Arte programmata organizzata per conto della Olivetti da Bruno Munari e Giorgio Soavi e corredata da un catalogo firmato da Umberto Eco. La mostra è pensata per essere esposta nei negozi Olivetti di Milano, Venezia e Roma, ma viene in seguito riproposta presso altre gallerie ed istituzioni in Europa e negli Stati Uniti. Nel 1964 Massironi partecipa alla XXXII Biennale di Venezia e nel 1965 alla grande mostra dedicata all'arte cinetica e programmata The Responsive Eye al MoMA di New York.
Nel 1966 il Gruppo N, agitato da incomprensioni individuali e dalle difficoltà a collocarsi all'interno del mercato dell'arte, si scioglie e Massironi, Biasi e Landi fondano il Gruppo Enne 65, di breve durata.
Nel 1967 Massironi abbandona l'attività artistica diretta e, con Alberto Biasi, fonda il corso di grafica pubblicitaria presso l'istituto "Ruzza" di Padova. Continua tuttavia le ricerche in ambito estetico su temi quali le piegature, le sottrazioni, l'anatomia comparata dei nodi e le scornici. Insegna presso le università di Roma, di Padova e Verona come professore ordinario di psicologia generale qualificandosi come "percettologo". 

## Opere
- Bonaiuto P., Massironi M. (1971). voce "Prospettiva" in AA.VV. Enciclopedia Universale Fabbri. Milano: Fabbri Ed. Anche in P. Bonaiuto (a cura) Concetti e termini per la ricerca psicologica , Ed. Kappa, Roma 1976.
- Massironi M. (1982). Vedere con il disegno. Aspetti tecnici,cognitivi, comunicativi. Padova, Muzzio. (pp. 186) Traduzione in portoghese: Ver pelo desenho, Lisboa: Ediçòes 70, 1983.
- Massironi M. (1989). Comunicare per immagini, introduzione alla geometria delle apparenze. Bologna: Il Mulino (pp. 317)
- Massironi M. (1998). Fenomenologia della percezione visiva. Bologna, Il Mulino. (pp. 260)
- Massironi M. (2000). L'osteria dei dadi truccati. Arte psicologia e dintorni, Bologna: il Mulino